# Intervallo di previsione
In statistica, un intervallo di previsione  si rapporta ad una osservazione futura allo stesso modo in cui un intervallo di confidenza si rapporta ad un parametro inosservabile della popolazione. Gli intervalli di predizione predicono la distribuzione di punti individuali, mentre gli intervalli di confidenza stimano la vera media della popolazione o altre qualità di interesse che non possono essere osservate.

## Esempio
Supponiamo di aver estratto un campione da una popolazione distribuita normalmente. La media e la deviazione standard della popolazione sono conosciute solo in quanto possono essere stimate basandosi sul campione.
Sia  X1, ..., Xn, il campione e quindi sia n la sua numerosità; siano inoltre μ
e σ rispettivamente la media e la deviazione standard della popolazione impossibili da osservare.
Si desideri predire la successiva grandezza osservabile che denotiamo con Xn+1. Introduciamo le grandezze
{\displaystyle {\overline {X}}_{n}:={\frac {(X_{1}+\cdots +X_{n})}{n}}}
e
{\displaystyle S_{n}^{2}:={1 \over n-1}\sum _{i=1}^{n}(X_{i}-{\overline {X}}_{n})^{2}~.}
È facile mostrare che la grandezza
{\displaystyle {X_{n+1}-{\overline {X}}_{n} \over {\sqrt {S_{n}^{2}+{\frac {S_{n}^{2}}{n}}}}}={X_{n+1}-{\overline {X}}_{n} \over S_{n}{\sqrt {1+{\frac {1}{n}}}}}}
possiede una distribuzione t di Student con n − 1 gradi di libertà.  Conseguentemente abbiamo:
{\displaystyle \Pr \left({\overline {X}}_{n}-T_{a}S_{n}{\sqrt {1+{\frac {1}{n}}}}\leq X_{n+1}\leq {\overline {X}}_{n}+T_{a}S_{n}{\sqrt {1+{\frac {1}{n}}}}\,\right)=p}
dove Ta è il {\displaystyle 100({\frac {1+p}{2}})}-esimo percentile della variabile casuale t di Student con n − 1 gradi di libertà.  Dunque i numeri
{\displaystyle {\overline {X}}_{n}\pm T_{a}{S}_{n}{\sqrt {1+{\frac {1}{n}}}}}
sono gli estremi di un intervallo di previsione al (100 · p)% per l'osservazione Xn+1